# Cyrtodactylus wallacei
Espèce
Cyrtodactylus wallacei est une espèce de geckos de la famille des Gekkonidae.

## Répartition
Cette espèce est endémique de Sulawesi en Indonésie.

## Étymologie
Cette espèce est nommée en l'honneur d'Alfred Russel Wallace.

## Publication originale
- Hayden, Brown, Gillespie, Setiadi, Linkem, Iskandar, Umilaela, Bickford, Riyanto, Mumpuni & Mcguire, 2008 : A new species of bent-toed gecko Cyrtodactylus Gray, 1827, (Squamata: Gekkonidae) from the island of Sulawesi, Indonesia. Herpetologica, vol. 64, n. 1, p. 109–120.